# Skupina M 57
M 57 také skupina M 57 či Makarská 57 byla česká umělecká výtvarná skupina založena v roce 1957 absolventy Akademie výtvarných umění v Praze. Pocházeli z malířského ateliéru Miloslava Holého (Josef Jíra, Ladislav Karoušek), z ateliéru Vladimíra Pukla (František Peterka, Jiří Rada, Jaroslav Šerých, Vladimír Tesař) a ze sochařského ateliéru Jana Laudy (Valerián Karoušek, Jiří Novák. Členy skupiny byli také Radko Plachta a Mojmír Preclík z ateliéru Jana Kavana a Miroslav Truksa z ateliéru Jaroslava Holečka na Vysoké škole uměleckoprůmyslové v Praze. Skupina byla činná v letech 1954 až 1970. 

## Historie a program skupiny
Skupina M 57 Makarská se scházela ke společným diskusím již od roku 1954, kdy členové založili nejprve skupinu M 54. Ke schůzkám docházelo ve vinárně Makarská na Malostranském náměstí. Vůdčí osobností a mluvčím skupiny byl malíř Josef Jíra.
V předmluvě v katalogu své první společné výstavy v Nové síni v roce 1959 se skupina hlásila k odkazu naší i světové moderní malby a jako hlavní umělecké kritérium stanovila obsahovou i formální upřímnost a pravdivost. V českém výtvarném projevu za vrchol kvality považovala gotické umění. Členové skupiny nebyli ovlivněni postkubistickým tvaroslovím, ale žáci profesora Miloslava Holého v obrazech rozvíjeli koloristický odkaz fauvismu. Skupina sdružovala výrazné umělecké individuality, proto se během 60. let  většina z nich odklonila od původního programu. Josef Jíra, Jaroslav Šerých a Mojmír Preclík přetvářeli moderním jazykem tradiční křesťanské motivy. Nejradikálnější proměnu reprezentovalo dílo sochařů Jiřího Nováka a Valeriána Karouška. 

### Členové
- Josef Jíra
- Ladislav Karoušek
- Valerián Karoušek
- Jiří Novák
- František Peterka
- Radko Plachta
- Mojmír Preclík
- Jiří Rada
- Jaroslav Šerých
- Vladimír Tesař
- Miroslav Truksa

### Výstavy
- 1959  Skupina M 57: Obrazy, sochy, grafika, Nová síň, Praha
- 1960  Skupina M 57: Obrazy, sochy, grafika, Galerie Václava Špály, Praha
- 1962  Tvůrčí skupina M 57, Nová síň,Praha
- 1965  M 57, Nová síň, Praha
- 1969  M 57, Nová síň, Praha
- 1970	Tvorivá skupina M 57 - Praha: Obrazy, sochy a grafiky, Galéria Cypriána Majerníka, Bratislava

### Katalogy
- Skupina M 57 : Obrazy - sochy - grafika. Praha: Český fond výtvarných umění, 1959. Cnb000515357.
- ŠOTOLA, J. Skupina M 57 : Obrazy - sochy - grafika. Praha: Český fond výtvarných umění, 1959. Cnb000688054.

### Publikace
- KOTALÍK, J a kol.,. Tschechoslowakische Kunst Heute - Profile. Bochum: [s.n.], 1965. 166 s. (německy)
- Umění zrychleného času : česká výtvarná scéna 1958-1968. Praha: České muzeum výtvarných umění, 1999. 147 s. ISBN 80-7056-068-1.

### Články
- Antonín Langhamer, Skupina M 57 po 40 letech, Ateliér 10, č.23 (1997), s.4